# Чанчамайо (провинция)
Чанчамайо (исп. Provincia de Chanchamayo, кечуа Chanchamayu pruwinsya) — одна из 9 провинций перуанского региона Хунин. Площадь составляет 4 732,4 км². Население по данным на 2007 год — 141 127 человек. Плотность населения — 30,1 чел/км². Столица — город Ла-Мерсед.

## История
Провинция была образована 24 сентября 1977 года.

## География
Расположена в северной части региона. Граничит с провинциями: Сатипо (на востоке), Хауха (на юге), Тарма (на западе) и с регионом Паско (на севере).

## Административное деление
В административном отношении делится на 6 районов:
- Чанчамайо
- Перене
- Пичанаки
- Сан-Луис-де-Шуаро
- Сан-Рамон
- Витос